# Unione Territoriale Intercomunale Livenza - Cansiglio - Cavallo
L'Unione Territoriale Intercomunale Livenza - Cansiglio - Cavallo è stato un ente amministrativo e territoriale istituito nel 2016, contestualmente alla cessazione delle province della regione Friuli-Venezia Giulia. È stata soppressa nel 2020 ai sensi della legge regionale 21/2019. Prende il nome dalla zona di confine con il Veneto intorno al fiume Livenza, l'Altopiano del Cansiglio e il gruppo montuoso del Monte Cavallo. 
| Stemma | Comune     | Popolazione | Superficie | Altitudine |
| ------ | ---------- | ----------- | ---------- | ---------- |
|        | Aviano*    | 8 803       | 113,35     | 159        |
|        | Brugnera*  | 9 272       | 29,12      | 16         |
|        | Budoia     | 2 528       | 37,36      | 135        |
|        | Polcenigo* | 3 093       | 49         | 42         |
|        | Sacile*    | 19 747      | 32         | 25         |

(*) I comuni contrassegnati non hanno mai sottoscritto lo statuto della relativa unione territoriale di appartenenza.